# Поль Анспах
Поль Ежен Альбер Анспах (фр. Paul Eugène Albert Anspach; нар. 1 квітня 1882, Звейндрехт — пом. 28 серпня 1981, Форе) — бельгійський фехтувальник, дворазовий олімпійський чемпіон (1912) в особистій та командній першості шпажистів; дворазовий срібний (1920, 1924) і бронзовий (1908) призер Олімпійських ігор в командній першості шпажистів.

## Біографія
Народився 1 квітня 1882 року у Звейндрехті в Бельгії. В 1906 році був одним з активних ідеологів створення Бельгійського Національного олімпійського комітету, що дозволило Бельгії виставити команду на Олімпійські ігри у 1908 році в Лондоні. Взяв участь в Олімпіаді, де став бронзовим призером з складі команди шпажистів. Найуспішніше виступив на Олімпійськи іграх 1912 року в Стокгольмі, де отримав золото в індивідуальній та командній першостях. 1913 року брав участь у створенні Міжнародної федерації фехтування і був обраний її генеральним секретарем. У 1914 році став делегатом Паризького олімпійського конгресу, який виробив єдині правила проведення олімпійських турнірів з фехтування.
У ранзі генерального секретаря Міжнародної федерації фехтування двічі ставав віцечемпіоном Олімпіад в командній першості шпажистів, а після завершення кар'єри з 1932 по 1950 рік очолював Міжнародну федерацію фехтування.
У 1976 році нагороджений срібним Олімпійським орденом.
Помер в Форе 28 серпня 1981 року.